# Ribeirão do Divino Espírito Santo
Ribeirão do Divino Espírito Santo är ett vattendrag i Brasilien.   Det ligger i delstaten Minas Gerais, i den sydöstra delen av landet, 800 km sydost om huvudstaden Brasília.
Omgivningarna runt Ribeirão do Divino Espírito Santo är huvudsakligen savann. Runt Ribeirão do Divino Espírito Santo är det ganska tätbefolkat, med 67 invånare per kvadratkilometer.